# لويادا
لويادا (بالإنجليزية: Loyada)‏ هي منطقة سكنية في جيبوتي وتقع في إقليم عرتا يقدر عدد السكان في
لويادا، بـ 1,267 نسمة وترتفع عن مستوى سطح البحر 10 متر.

## المناخ
يظهر الجدول التالي التغييرات المناخية على مدار السنة للويادا:
| البيانات المناخية لـلويادا                | البيانات المناخية لـلويادا | البيانات المناخية لـلويادا | البيانات المناخية لـلويادا | البيانات المناخية لـلويادا | البيانات المناخية لـلويادا | البيانات المناخية لـلويادا | البيانات المناخية لـلويادا | البيانات المناخية لـلويادا | البيانات المناخية لـلويادا | البيانات المناخية لـلويادا | البيانات المناخية لـلويادا | البيانات المناخية لـلويادا | البيانات المناخية لـلويادا |
| الشهر                                     | يناير                      | فبراير                     | مارس                       | أبريل                      | مايو                       | يونيو                      | يوليو                      | أغسطس                      | سبتمبر                     | أكتوبر                     | نوفمبر                     | ديسمبر                     | المعدل السنوي              |
| ----------------------------------------- | -------------------------- | -------------------------- | -------------------------- | -------------------------- | -------------------------- | -------------------------- | -------------------------- | -------------------------- | -------------------------- | -------------------------- | -------------------------- | -------------------------- | -------------------------- |
| متوسط درجة الحرارة الكبرى °م (°ف)         | 28.8 (83.8)                | 28.8 (83.8)                | 30.5 (86.9)                | 32.3 (90.1)                | 34.3 (93.7)                | 37.9 (100.2)               | 40.5 (104.9)               | 39.9 (103.8)               | 36.3 (97.3)                | 33.3 (91.9)                | 31.0 (87.8)                | 29.4 (84.9)                | 33.6 (92.4)                |
| متوسط درجة الحرارة الصغرى °م (°ف)         | 20.5 (68.9)                | 23.3 (73.9)                | 24.5 (76.1)                | 25.9 (78.6)                | 27.6 (81.7)                | 30.1 (86.2)                | 30.7 (87.3)                | 29.7 (85.5)                | 29.7 (85.5)                | 26.3 (79.3)                | 24.3 (75.7)                | 21.0 (69.8)                | 26.1 (79.0)                |
| معدل هطول الأمطار مم (إنش)                | 8 (0.3)                    | 15 (0.6)                   | 15 (0.6)                   | 17 (0.7)                   | 15 (0.6)                   | 0 (0)                      | 8 (0.3)                    | 4 (0.2)                    | 4 (0.2)                    | 20 (0.8)                   | 33 (1.3)                   | 11 (0.4)                   | 150 (6)                    |
| المصدر #1: Climate-Data.org, altitude: 6m |                            |                            |                            |                            |                            |                            |                            |                            |                            |                            |                            |                            |                            |
| المصدر #2: Levoyageur                     |                            |                            |                            |                            |                            |                            |                            |                            |                            |                            |                            |                            |                            |